# Пиль, Гарри
Гарри Пиль (творческий псевдоним), нем. Harry Piel, настоящее имя Губерт Август Пиль, нем. Hubert August Piel, (12 июля 1892, Бенрат — 27 марта 1963, Мюнхен) — немецкий киноактёр, режиссёр, сценарист и продюсер, прославившийся в эпоху немого кино.

## Биография
После окончания школы в 1909 году стал морским кадетом на паруснике «Grossherzogin Elisabeth», однако через 2 года отказался от карьеры моряка.
В 1912 году приехал в Берлин, где организовал кинокомпанию и в качестве сценариста, режиссёра и продюсера снял свой первый фильм «Чёрная кровь» («Schwarzes Blut») с Куртом Гётцем в главной роли.
С 1915 года сам стал сниматься в кино. Пиль, предпочитавший жанр боевика, был одним из кинокумиров своего времени, в том числе в советском кинопрокате.
Фигура Пиля упоминается в стихах Валентина Катаева «Причины и следствия», Владимира Маяковского «Маруся отравилась», «Клоп» и ряде других литературных произведений.

(…) Гарри Пиль в автомобиле

Пёр в столбах густейшей пыли.

Гарри Пиля враг — бандит —

Тоже был не лыком шит.

Обогнавши Гарри Пиля,

Упомянутый бандит

Сбросить из автомобиля

Гарри Пиля норовит. (…)

— В. Катаев, «Причины и следствия», 1926

(…) На улицах,

под руководством

Гарри Пилей,

расставило

сети

Совкино, -

от нашей

сегодняшней

трудной были

уносит

к жизни к иной. (…)

— Вл. Маяковский, «Маруся отравилась», 1927
За частое использование пиротехники Пиля прозвали «динамитный режиссёр». На деле, одним из друзей Пиля был инженер, руководивший сносом строений: он заранее предупреждал своего друга о готовящихся взрывных работах, и Пиль вставлял заранее отснятые кадры со взрывами зданий и мостов в свои фильмы.
Некоторые из них были особенно успешными в прокате, в том числе «Человек против человека» (1928), «Внимание — похитители автомобилей» (1930) и «Артисты» (1935).
В 1927 году Пиль женился на актрисе Дари Хольм.
В 1933 году вступил в НСДАП и был зачислен в СС. С началом Второй мировой войны Пиль, как известный и популярный актёр, был включён Геббельсом в список артистов, привлекаемых к съёмкам пропагандистских фильмов.
Несмотря на это, снятый Пилем в 1928 году фильм «Паника» («Panik»), по сюжету которого звери разбегаются из клеток зоопарка и начинают терроризировать жителей города, был запрещён к показу в Третьем рейхе из-за слишком реалистичного изображения воздушного налёта.
Во время войны в результате бомбардировок были уничтожены 72 негатива фильмов Пиля, в том числе почти все немые картины.
В 1945 году Пиль был осуждён к 6 месяцам тюрьмы. По истечении 5 лет запрета на профессиональную деятельность, в 1950 году в Гамбурге он создал кинокомпанию «Ariel-Film» и продолжил снимать кино.
Последний фильм Пиля — «Взорванная решётка» («Gesprengte Gitter»), который он режиссировал и в котором снимался, вышел на экраны в 1953 году.

## Фильмография
- 1912 — Чёрная кровь
- 1918 — Дипломаты
- 1922 — Чёрный конверт
- 1926 — Чёрный Пьеро
- 1928 — Паника
- 1928 — Человек против человека
- 1930 — Внимание — похитители автомобилей!
- 1934 — Мир без маски
- 1935 — Артисты
- 1953 — Взорванная решётка